# Yūto Yamada (Fußballspieler, 2000)
Yūto Yamada (japanisch 山田 雄士 Yamada Yūto; * 17. Mai 2000 in der Präfektur Chiba) ist ein japanischer Fußballspieler.

## Karriere
Yamada erlernte das Fußballspielen in der Jugendmannschaft von Kashiwa Reysol. Seinen ersten Vertrag unterschrieb er 2019 bei Kashiwa Reysol. Der Verein spielte in der zweithöchsten Liga des Landes, der J2 League. 2019 wurde er mit dem Verein Meister der Liga und stieg in die erste Liga auf. Nach insgesamt elf Ligaspielen wechselte er zu Beginn der Saison 2023 im Februar 2023 auf Leihbasis zum Zweitligisten Tochigi SC. Nach 25 Zweitligaspielen kehrte er im August 2023 zu Kashiwa zurück.

## Erfolge
Kashiwa Reysol
- Japanischer Zweitligameister: 2019  ▲